# Kwame Baah
Kwame R. M. Baah (* 21. Mai 1938 in Dormaa Ahenkro, Dormaa District, Ghana; † 5. April 1997) war ein Militär und ein führender Politiker in Ghana.
Er war in den Sturz der Regierung unter Premierminister Kofi Abrefa Busia vom 13. Januar 1972 verwickelt. Das National Redemption Council, eine Militärdiktatur unter Ignatius Kutu Acheampong, übernahm daraufhin die Regierungsgeschäfte. Baah bekam das Amt des Außenministers und blieb bis 1975 in seinem Amt.